# Super 8 (álbum)
Super 8 es un álbum publicado en formato casete, CD y LP, que fue lanzado el 13 de junio de 1994 por el grupo musical granadino Los Planetas, con la compañía discográfica BMG Ariola, S.A.
El disco recoge, en nuevas grabaciones, cuatro de las siete canciones incluidas en las maquetas grabadas por el grupo en el estudio Producciones Peligrosas (Peligros, Granada): Estos últimos días, La caja del Diablo, Brigitte y Rey Sombra. Dos (El centro del cerebro y Mi hermana pequeña) se habían incluido en el Medusa ep y la séptima, Espiral, se publicará como cara B del sencillo Qué puedo hacer.
El cantante y líder del grupo, J, comenta que con el disco ya grabado "habíamos hablado con Luis Calvo para sacarlo en Elefant, que nos había editado nuestro primer EP, Medusa pero tras quedar segundos en el concurso de maquetas de Rockdelux, llegó Javier Liñán –que luego sería mánager del grupo– y nos dijo: "Yo estoy en RCA, esperad un poco, que os lo quiero sacar".
El disco vendió unas 5.000 copias en su año de edición.

## Grabación
Tras fichar por una compañía discográfica multinacional, Los Planetas, entonces formados por Jota, Florent Muñoz, May Oliver y Paco Rodríguez, ingresan en febrero de 1994 en los estudios de grabación Sonoland, en Madrid, España. Bajo la dirección del productor discográfico Fino Oyonarte (bajista de Los Enemigos) y el apoyo del ingeniero de sonido Jesús Alcañiz, la grabación se prolongó hasta marzo del mismo año.
Para esta grabación, nueve de las diez canciones fueron compuestas por J y Florent, a excepción de De viaje, que fue compuesta por todos los integrantes. Las letras son obra de Jota, a excepción de Brigitte, en que también colaboró May.
En la grabación además participó Miguel Ángel Alonso (coro), Rufino Hernández (teclado), Javier Losada (órgano Hammond en Desorden) y Chema Pérez (percusión en 10.000, Desorden y Rey Sombra). El productor Fino Oyonarte además participa en los coros de Jesús.
Tras la grabación, el álbum fue masterizado por Fino Oyonarte y Carlos Martos. El diseño gráfico de la portada fue encargado a Javier Aramburu.

## Lista de canciones
Hay una versión del álbum en disco compacto, y la versión en casete y en disco de vinilo se dividió en dos caras con cinco canciones cada una (con el mismo orden de canciones que en el disco compacto).
El 19 de junio de 1995 se reeditó en disco compacto incluyendo el CD sencillo Nuevas sensaciones.

### Edición enCD
1. De viaje 4:14
2. Qué puedo hacer 3:05
3. Si está bien 3:24
4. 10.000 6:22
5. Jesús 3:07
6. Estos últimos días 4:33
7. Brigitte 2:45
8. Rey Sombra 4:22
9. Desorden 4:01
10. La caja del diablo 9:12

### Edición encasete
| Cara A 1. De viaje 4:14 2. Qué puedo hacer 3:05 3. Si está bien 3:24 4. 10.000 6:22 5. Jesús 3:07 | Cara B 1. Estos últimos días 4:33 2. Brigitte 2:45 3. Rey Sombra 4:22 4. Desorden 4:01 5. La caja del diablo 9:12 |

### Edición envinilo
| Cara A 1. De viaje 4:14 2. Qué puedo hacer 3:05 3. Si está bien 3:24 4. 10.000 6:22 5. Jesús 3:07 | Cara B 1. Estos últimos días 4:33 2. Brigitte 2:45 3. Rey Sombra 4:22 4. Desorden 4:01 5. La caja del diablo 9:12 |

### Nuevas sensaciones (CD single)
1. Nuevas sensaciones 2:46
2. La casa 4:32
3. Desorden (mix 2) 3:59

### Nuevas sensaciones (vinilo 7")
| Cara A 1. Nuevas sensaciones 2:46 2. La casa 4:32 | Cara B 1. Desorden (mix 2) 3:59 2. De Viaje (mix 2) |

### Reediciones 2011, 2014 y 2024
El sello discográfico de Jota, El Ejército Rojo, reeditó, con nueva portada diseñada por Daniel D'Ors, el disco en vinilo de 180 gramos en febrero de 2011, bajo licencia de Sony Music Entertainment España y en edición limitada a 500 copias.
El 1 de julio de 2014, con motivo del vigésimo aniversario de la publicación del disco, Sony Music España reedita, respetando el diseño original de Javier Aramburu, Super 8 en vinilo de 180 gramos y en tirada limitada de 1.500 (incluye las letras a escritas a mano por J) y en CD, replicando la segunda edición del mismo que incluía el EP Nuevas Sensaciones.
El 8 de noviembre de 2024 Sony Music lo reedita en vinilo, coincidiendo con el trigésimo aniversario del disco, siendo el vinilo más vendido en España en la semana de su publicación y el vigésimo primero más vendido en el año 2024.

## Sencillos
| Orden | Título          | Fecha de Edición | Discográfica    |
| ----- | --------------- | ---------------- | --------------- |
| 1     | Brigitte        | 1994             | RCA, BMG Ariola |
| 2     | Qué puedo hacer | 1994             | RCA, BMG Ariola |

De viaje fue planeado como tercer single, pero finalmente Nuevas sensaciones, una de las teóricas caras B del sencillo de De viaje, se editaría como un nuevo ep.

## De viaje por Los Planetas(2014)
El 28 de abril de 2014, la editorial Ondas del Espacio publicó, coincidiendo con los 20 años de la edición del álbum Super 8, De viaje por Los Planetas, un libro con textos e ilustraciones sobre la banda. Entre los escritores se encuentran Julio Ruiz, Jesús Llorente, Santi Carrillo, Guillermo Z. del Águila, Joaquín Pascual, Borja Prieto, Jesús Ordovás, Antonio Arias y Joan S. Luna; entre los ilustradores, se encuentran trabajos de Abel Cuevas, Moderna de Pueblo, Joaquín Reyes, Paula Bonet y, entre otros, Juan Berrio. El libro se revisa y reedita en 2024 con el título de De viaje por Los Planetas: una nueva dimensión.
La edición de 2014 se acompaña de un CD con diecisiete temas con versiones de Medusa EP, Super 8 y Nuevas sensaciones:
1. Pegado a ti (Doble Pletina)
2. Mi hermana pequeña (Grushenka)
3. El centro del cerebro (Manu Ferrón)
4. Cada vez (El Faro)
5. De viaje (Odio París)
6. Qué puedo hacer (Klaus & Kinski)
7. Si está bien (Reina Republicana)
8. 10.000 (Disco las Palmeras!)
9. Jesús (Muy Fellini)
10. Estos últimos días (McEnroe)
11. Brigitte (Pumuky)
12. Rey Sombra (Estela, con miembros Pájaro Jack y Aurora)
13. Desorden (El Último Vecino)
14. La caja del Diablo (Universal Circus)
15. Espiral (Los Bonsáis)
16. Nuevas sensaciones (Dënver)
17. La casa (Cosmen Adelaida)

## Super Acho. Un homenaje estremeñu a Los Planetas(2024)
El 16 de julio de 2024 Estudio Mazmorra publica en digital el recopilatorio Super Acho. Un homenaje estremeñu a Los Planetas, en el que once grupos extremeños interpretan nueve canciones de Super 8 (se omite Estos últimos días), añadiendo Nuevas sensaciones y La casa (ambas del ep Nuevas sensaciones):
1. De viaje (Bolsa de Moscas) 2:46
2. Qué puedo hacer (balarrasa) 3:54
3. Si está bien (Ruiseñora) 2:40
4. 10.000 (Fônal) 3:48
5. Jesús (Chop Chop & los Chicos de Shooterville) 3:09
6. Brigitte (Subterráneos) 2:45
7. Rey Sombra (Burgim) 4:50
8. Desorden (Lúa Gramer) 6:38
9. La caja del diablo (KMKR) 5:07
10. Nuevas sensaciones (PuertoHurraco) 4:36
11. La casa (Ehta Gente) 4:36

## Super H (homenaje al Super 8)(2025)
Casa Maracas, la agencia de representación de Los Planetas, anuncia para el primer trimestre de 2025 la edición en vinilo limitado a 1.000 copias y arte de Javier Aramburu, de Super H (homenaje al Super 8).  Los artistas y temas incluidos son:
1. De viaje (Carolina Durante)
2. Qué puedo hacer (Depresión Sonora)
3. Si está bien (Cala Vento)
4. 10k (Alcalá Norte)
5. Jesús (Melenas)
6. Estos últimos días (Él Mató a un Policía Motorizado)
7. Brigitte (Las Dianas)
8. Rey Sombra (Marcelo Criminal)
9. Desorden (Los Punsetes)
10. La caja del diablo (Triángulo de Amor Bizarro)

En la versión digital se incluye además una versión de Manchas solares por Edu Requejo.
En la semana de su publicación, el disco homenaje es el décimo segundo álbum más vendido, octavo en formato vinilo.
En enero de 2024 se publica una  nota de prensa que anuncia la celebración de conciertos de celebración del trigésimo aniversario de la publicación del disco: "El ocho es símbolo de equilibrio, capaz de unir lo inferior con lo superior y armonizar los opuestos. (...) Lo mismo puede decirse de Super 8, el primer elepé de Los Planetas, que este 2024, cuyas cifras suman ocho, cumple treinta años. (...) Los Planetas anuncian una serie de presentaciones en directo en las que interpretarán exclusivamente Super 8. Al completo, ajustando con fidelidad instrumentación, arreglos, setlist y el resto de elementos del concierto al concepto original".
La revista Rockdelux consideró esta serie de presentaciones como el mejor concierto nacional del año 2024.
Para estás actuaciones se recupera el formato cuarteto de aquellos años, con el núcleo de J y Florent. El bajista es el habitual del grupo Miguel López, mientras que las labores de batería se reparten entre Roberto Escudero (percusionista en el grupo Srta. Trueno Negro y en el proyecto en solitario de Jota Plena pausa) y el también habitual Eric Jiménez (actuaciones marcadas con asterisco en el listado del siguiente párrafo).
Los conciertos se celebran en los siguientes festivales y ubicaciones:
- Festival Warm Up (Murcia), 3 de mayo de 2024.
- Festival Galaxy Sound (Málaga), 17 de mayo de 2024.
- Festival Deleste Festival (Valencia), 19 de mayo de 2024.
- Festival Tomavistas (Madrid), 24 de mayo de 2024.
- Festival Bilbao BBK Live (Bilbao), 11 de julio de 2024.
- Festival Atlantic Fest (Villagarcía de Arosa), 20 de julio de 2024.
- Festival Low Festival (Benidorm), 27 de julio de 2024.
- Fiestas de María Pita (La Coruña), 3 de agosto de 2024.
- Festival Sonorama Ribera (Aranda de Duero, Burgos), 7 de agosto de 2024.*
- Festival Cooltural Fest (Almería), 18 de agosto de 2024.*
- Centro Andaluz de Arte Contemporáneo (Sevilla), 4 de septiembre de 2024 (dentro del ciclo Pop CAAC).
- Festival Vive Latino (Zaragoza), 7 de septiembre de 2024.
- Plaza de toros de Granada (Granada), 28 de septiembre de 2024.*
- Sala Razzmatazz (Barcelona), 9, 10 y 11 de octubre de 2024.
- Sala La Riviera (Madrid), 13 de noviembre de 2024.
- Sala Ochoymedio (Madrid), 14 de noviembre de 2024.
- Sala La Riviera (Madrid), 15 de noviembre de 2024.
- Intro Music Festival (Valladolid), 23 de noviembre de 2024.
- Festival Actual (Logroño), 3 de enero de 2025.
- Sala Zentral (dentro del festival Santas Pascuas, Pamplona), 4 de enero de 2025.
- Sala Impala (Córdoba), 24 de enero de 2025.
- Sala París 15 (Málaga), 25 de enero de 2025.
- Festival Vive Latino (Ciudad de México, México), 15 de marzo de 2025.
- Cervecería Hércules (Querétaro, México), 20 de marzo de 2025.
- C3 Stage (Guadajalara, México), 21 de marzo de 2025.
- Sala A Foro Indie Rocks! (Ciudad de México, México), 22 de marzo de 2025.

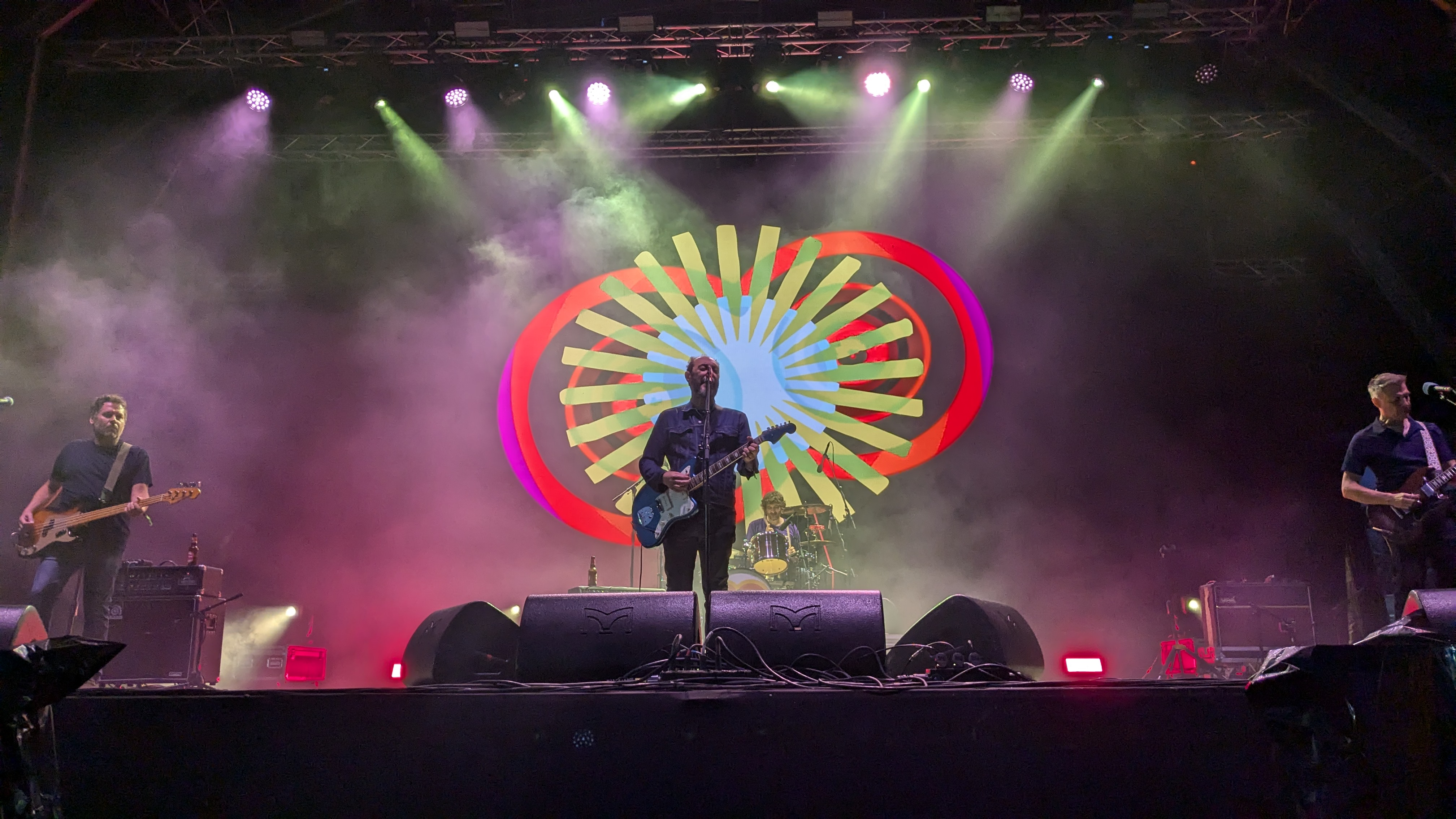
Los Planetas en el concierto 30 aniversario de Super 8 realizado el 20 de julio de 2024 en el AtlanticFest (Villagarcía de Arosa, Pontevedra).

De viaje forma parte de la banda sonora de la película Todos están muertos, dirigida por Beatriz Sanchís en 2014.
Si está bien suena en el episodio Fronteras de la serie de televisión Cuéntame cómo pasó.
1. 1 2 3  Sebas E. Alonso (26 de noviembre de 2024). «Linkin Park, Ruslana, Los Planetas, Fangoria… en Discos España». Jenesaispop. Consultado el 26 de noviembre de 2024.
2. ↑  Guillermo Albaida Ventura. «Los Planetas - Super 8 (CD/CAS)». Musicoscopio. Consultado el 15 de mayo de 2007.
3. ↑  Guillermo Albaida Ventura. «Los Planetas - Super 8 (LP)». Musicoscopio. Consultado el 15 de mayo de 2007.
4. ↑  Discogs. «Los Planetas – Maqueta 92 + Maqueta 93 (Cassette, Maqueta)». Consultado el 4 de enero de 2018.
5. ↑  David Saavedra (1 de marzo de 2015). «Loquillo vs. J Planetas. El mito y la leyenda». Rockdelux. Consultado el 4 de enero de 2018.
6. ↑  Pablo Gil (23 de febrero de 2024). «Así se grabó hace 30 años el Super 8 de Los Planetas, el disco que revolucionó el rock español: "Mostraban un pasotismo bestial"». El Mundo. Consultado el 23 de febrero de 2023.
7. ↑  La Opinión de Granada. «Fino Oyonarte, el responsable de una grabación tortuosa». Consultado el 12 de junio de 2008.
8. ↑  Guillermo Albaida Ventura. «Los Planetas - Super 8 (2 CD)». Musicoscopio. Consultado el 15 de mayo de 2007.
9. ↑  Flashman (22 de febrero de 2011). «Las nuevas portadas de los vinilos de Los Planetas». SurferRosa.
10. ↑  «Los Planetas: Edición en vinilo». Indie-Spain Magazine. 21 de febrero de 2011. Archivado desde el original el 21 de febrero de 2011.
11. ↑  «Los Planetas reeditan “Super 8” en vinilo y CD». Indienauta. 11 de junio de 2014.
12. ↑  «TOP 100 ALBUMES VINILO ANUAL 2024». Promusicae. Consultado el 22 de enero de 2025.
13. ↑  Méndez, Alfonso (2024).  Ondas del espacio, ed. De viaje por Los Planetas. p. 131. ISBN 978-84-125449-3-0.
14. ↑  «De viaje por Los Planetas». Rockdelux.
15. ↑  JTG (22 de abril de 2024). «Una nueva órbita sobre Los Planetas». El independiente de Granada. Consultado el 22 de abril de 2024.
16. ↑  «“Super Acho”, once bandas extremeñas homenajean a Los Planetas». Mondosonoro. 26 de junio de 2024. Consultado el 16 de julio de 2024.
17. ↑  Óscar García (17 de marzo de 2025). «‘Super H’: El homenaje que ‘Super 8′ merecía». Los 40. Consultado el 18 de marzo de 2025.
18. ↑  «Así es Super H, el disco homenaje a Los Planetas». Muzikalia. 19 de marzo de 2025. Consultado el 21 de marzo de 2025.
19. ↑  Rafael Tapounet (30 de marzo de 2025). «"Se inventaron una industria": por qué Los Planetas son el grupo español más influyente de los últimos 30 años». El Periódico. Consultado el 31 de marzo de 2025.
20. ↑  «TOP 100 ALBUMES. SEMANA 15: del 04.04.2025 al 10.04.202». Promusicae. 10 de abril de 2025. Consultado el 20 de abril de 2025.
21. ↑  «TOP 100 ALBUMES VINILO. SEMANA 15: del 04.04.2025 al 10.04.202». Promusicae. 10 de abril de 2025. Consultado el 20 de abril de 2025.
22. ↑  «Confirmado: Los Planetas celebrarán los 30 años de ‘Super 8’». Muzikalia. 1 de marzo de 2015. Consultado el 18 de enero de 2024.
23. ↑  «2024/ Conciertos nacionales». Rockdelux. 11 de diciembre de 2015. Consultado el 14 de diciembre de 2024.
24. ↑  «"De Viaje" en "Todos Están Muertos"». Universal Music Publishing Group. 2 de junio de 2014. Consultado el 2 de mayo de 2024.
25. ↑  «Cuéntame cómo pasó. Fronteras. Banda sonora». Internet Movie Database. Consultado el 10 de enero de 2025.

- Artículo sobre el 15 Aniversario de Super 8 publicado por La Opinión de Granada (enlace roto disponible en Internet Archive; véase el historial, la primera versión y la última).
- Artículo sobre el 25 Aniversario de Super 8 publicado por El Diario

- Datos: Q6135661